# Cosmoscarta siniphila
Cosmoscarta siniphila är en insektsart som beskrevs av Matsumura 1942. Cosmoscarta siniphila ingår i släktet Cosmoscarta och familjen spottstritar. Inga underarter finns listade i Catalogue of Life.